# Michèle Minerva
Pour les articles homonymes, voir Minerva.
Michèle Minerva, née Melkheir Ighilameur le 29 janvier 1959 à Chabet el Ameur en Algérie et morte le 23 août 2021 à Lodève, est une joueuse de pétanque française. 

## Biographie
Avec Simon Cortes, Michèle Minerva remporte le titre de championne de France en doublette mixte en 2001 en battant en finale la doublette composée de Sylvie Jaunet et Philippe Suchaud sur le score de 13 à 10.

## Clubs
- ?-? : La boule sauvage Lodève (Hérault)

## Palmarès

### Séniors

#### Championnats de France
Championne de France
- Doublette mixte 2001 (avec Simon Cortes) : La boule sauvage Lodève

#### National dePalavas-les-Flots
Vainqueur
- Doublette 2002 (avec Sandrine Herlem)[6]